# Algis Mackevičius
Algis Mackevičius (właśc. Algimantas Mackevičius, ur. 28 maja 1958 w Wilnie) – litewski piłkarz grający na pozycji pomocnika.

## Kariera klubowa
Większą część kariery spędził w ojczyźnie. W latach 1976–1988 był zawodnikiem Żalgirisu Wilno, dla którego strzelił 41 goli w 321 meczach. W 1988 grał w Atlantasie Kłajpeda, dla którego zdobył 1 bramkę w 19 meczach. W 1989 wraz z dwoma rodakami – Valdasem Kasparavičiusem i Gintarasem Kviliūnasem trafił do Jagiellonii Białystok. Cała trójka trafiła do Polski z Atlantasu i była pierwszymi Litwinami i pierwszymi obcokrajowcami w ogóle w polskiej lidze. Wszyscy grali w tym klubie tylko przez rundę jesienną sezonu 1989/1990. Mackevičius zadebiutował w Jagiellonii 29 lipca 1989 w zremisowanym 1:1 meczu z Zagłębiem Sosnowiec, w którym grał do 61. minuty. Łącznie Litwin rozegrał 5 meczów w Jagiellonii i nie strzelił gola.

## Kariera reprezentacyjna
Mackevičius zagrał w 6 meczach dla reprezentacji Litewskiej SRR, nie strzelając gola. Wszystkie te spotkania odbyły się w 1979 roku w ramach Spartakiady Radzieckiej. Debiut w reprezentacji miał miejsce w pojedynku z Kirgiską SRR 20 lipca 1979.

## Kariera trenerska
Po zakończeniu kariery trenował rezerwy Żalgirisu – Gelezinis Vilkas.

## Kariera sędziowska
Po zakończeniu kariery został sędzią piłkarskim. Jako arbiter prowadził 21 meczów w lidze litewskiej w latach 1991–1995.